# فلاديمير بتروف (لاعب كرة قدم)
فلاديمير بتروف (20 مارس 1940 بموسكو في روسيا - ) هو مدرب كرة قدم ولاعب كرة قدم (وحمل سابقاً جنسية الاتحاد السوفيتي) في مركز الدفاع. شارك مع منتخب الاتحاد السوفييتي لكرة القدم. أما مع النوادي، فقد لعب مع توربيدو كوتيسي وسبارتاك موسكو.

## مسيرته الكروية
لعب فلاديمير بتروف خلال مسيرته الاحترافية مع ناديين في أربعة عشر موسمًا وسجل خلالها 5 أهداف ضمن 195 مباراة. حيث فاز في ثلاثة مواسم بالكأس وفي موسمين بالدوري.
خاض فلاديمير بتروف مسيرته مع نادي سبارتاك موسكو في موسم 1959 ليلعب معه ثلاثة عشر موسمًا، مشاركًا في 174 مباراة سجل خلالها 5 أهداف. ثم انتقل إلى نادي توربيدو كوتيسي ما بين عامي 1972 و1973 لمدة موسم واحد، حيث شارك في 21 مباراة ولم يسجل أي هدف.

## وصلات خارجية
- فلاديمير بتروف على موقع قاعدة بيانات كرة القدم.إي يو (الإنجليزية)
- فلاديمير بتروف على موقع ناشيونال فوتبول تيمز (الإنجليزية)